# پدرو مارتینز
پدرو مارتینز (زاده ۱۷ ژوئیه ۱۹۷۰) بازیکن پیشین و سرمربی کنونی فوتبال اهل پرتغال است. او هم‌اکنون هدایت باشگاه ورزشی الغرافه را برعهده دارد.

## افتخارات

### مربیگری
المپیاکوس
- سوپر لیگ فوتبال یونان(۳): ۲۰–۲۰۱۹، ۲۱–۲۰۲۰، ۲۲–۲۰۲۱
- جام حذفی فوتبال یونان(۱): ۲۰–۲۰۱۹